# Leipalingis
Leipalingis is een plaats in het Litouwse district Alytus. De plaats telde in 2011 1552 inwoners.

## Bevolking
Leipalingis telde in 2011 1.552 inwoners, van wie 731 mannen en 821 vrouwen.

| Inwoners per jaar |        |
| Jaar              | Aantal |
| 1808              | 250    |
| 1897              | 1314   |
| 1923              | 873    |
| 1959              | 1046   |
| 1970              | 1403   |
| 1979              | 1631   |
| 1989              | 1829   |
| 2001              | 1736   |
| 2011              | 1552   |